# A/UX
A/UX was een besturingssysteem van Apple Computer uit 1988 voor Macintosh-computers, gebaseerd op Unix maar met de gebruikersinterface van System 7 en in staat om ook Mac OS-programma's draaien. A/UX ondersteunt een beperkt aantal Motorola 68000-gebaseerde Macs met een FPU en een MMU, waaronder de Macintosh SE/30 en de Macintosh II-, Quadra- en Centris-series. De laatste versie (3.1.1) dateert uit 1995.
A/UX was een variant van System V release 2.2 (SVR2.2), met invloeden van SVR3, SVR4, 4.2BSD en 4.3BSD. Omdat A/UX POSIX- en SVID-compatibel is, kon Apple meedingen naar openbare aanbestedingen van de Amerikaanse overheid.

## Kenmerken
A/UX biedt een vertrouwde grafische gebruikersomgeving met vensters, menu's en de Finder. De A/UX Finder is een aangepaste versie van de System 7 Finder die als een gewoon Unix-proces draait en ontworpen is om met de onderliggende Unix-bestandssystemen te werken. A/UX bevat het CommandShell-terminalprogramma dat een command-line-interface biedt voor het onderliggende Unix-systeem. Ook het X Window System was beschikbaar, waardoor X-toepassingen naast de Finder gebruikt konden worden. Het was zelfs mogelijk om een X11R4-sessie op het volledige scherm uit te voeren zonder de Finder.
Dankzij de compatibiliteitslaag van Apple kan A/UX ook Macintosh System 7.0.1 en hybride applicaties uitvoeren. Een hybride applicatie gebruikt functies van zowel de Macintosh Toolbox als van het Unix-systeem. Dit kan bijvoorbeeld een Macintosh-toepassing zijn die Unix-systeemfuncties aanroept of een Unix-toepassing die Macintosh Toolbox-functies (zoals QuickDraw) gebruikt. De compatibiliteitslaag van A/UX maakt gebruik van een aantal bestaande Toolbox-functies in de ROM van de computer, terwijl andere functieaanroepen vertaald worden naar Unix-systeemaanroepen.

## Geschiedenis
A/UX werd in februari 1988 geïntroduceerd en was in eerste instantie gericht op bestaande Unix-klanten, universiteiten en VAR's. Het systeem werd aanvankelijk voorgeïnstalleerd op een Macintosh aangeboden. Samen met de eerste release van het systeem werden een aantal producten van derden aangekondigd, waaronder de Ingres-database, het statistisch pakket StatView en diverse software-ontwikkelomgevingen en productiviteitspakketten.
A/UX was gebaseerd op Unix System V release 2.2 met extra functies van BSD Unix. Netwerkondersteuning omvatte implementaties van TCP/IP, AppleTalk en NFS. Het basissysteem had geen GUI en werkte uitsluitend via een command-line-interface. A/UX bood de mogelijkheid om Macintosh-programma's uit te voeren, hoewel op dat moment slechts ongeveer 10% van de bestaande Mac-software kon gebruikt worden. Bovendien kon wegens beperkingen in de Macintosh Toolbox slechts een Macintosh-programma tegelijkertijd uitgevoerd worden.
In 1989 werd A/UX 1.1 uitgebracht. Deze versie was compatibel met de Draft 12 POSIX-standaard en beschikte over een X Window System (X11R3) grafische omgeving. Versie 1.1 bevatte al enkele Macintosh Bureau-accessoires maar had nog steeds geen volwaardige Macintosh-GUI. Met zijn eerste POSIX-compatibel platform kon Apple zich aansluiten bij "een groeiende lijst van zwaargewichten in de industrie" om toegang te krijgen tot de snelgroeiende markt van openbare aanbestedingen van de Amerikaanse federale overheid.
In 1990 lanceerde Apple A/UX 2.0 met de basis-GUI van System 6, bestaande uit de Finder, Kiezer, Bureau-accessoires en Regelpanelen. In deze versie was het mogelijk om meerdere Macintosh-, Unix- en X Window-programma's te draaien.
In 1991 plande Apple met A/UX een drastische groei van het Macintosh-concept in de computerindustrie. Apple richtte een nieuwe afdeling op om belangrijke bedrijfsklanten te ondersteunen, waaronder grote bedrijven, de overheid en het hoger onderwijs. Verder geloofde Apple dat zijn alliantie met IBM zou resulteren in een integratie van A/UX, AIX en System 7, waardoor Macintosh-applicaties niet alleen op Macs maar ook op de grote IBM RS/6000-systemen zouden kunnen draaien.
In november 1991 lanceerde Apple A/UX 3.0, met de bedoeling om de versies van A/UX en System 7 op elkaar af te stemmen. Tegelijkertijd kondigde het bedrijf ook A/UX 4.0 aan, dat in 1993 of 1994 zou verschijnen, met de bedoeling om de desktopapplicaties en de gebruiksvriendelijke grafische interface van Apple te combineren met de lucratieve Unix-servermarkt van IBM. De toekomstige A/UX 4.0- en AIX-besturingssystemen zouden een waaier aan IBM POWER- en PowerPC-hardware, alsook Apple PowerPC-gebaseerde systemen ondersteunen.
In april 1992 werd een beveiligde versie van A/UX op C2-niveau uitgebracht.
In tegenstelling tot alle aankondigingen schrapte Apple de plannen voor A/UX 4.0 en bracht het product nooit uit. In 1995 trok Apple zich terug uit het partnerschap met IBM. Bovendien werd in 1996 het Copland-project afgeblazen, dat twee jaar lang aangekondigd geweest was als de gloednieuwe opvolger van MacOS 7. Van 1996 tot 1997 bracht Apple de Apple Network Server op de markt op basis van PowerPC-hardware en een aangepast IBM AIX-besturingssysteem.
Door de compleet mislukte strategie om een nieuw besturingssysteem uit te brengen bleef Apple achter met een sterk verouderd MacOS 7 zonder opvolger. Na de overname van NeXT in 1996 introduceerde Apple in 1999 Mac OS X Server, dat gebaseerd was op het NeXTSTEP-besturingssysteem dat op zijn beurt een Unix-variant was.

## Ontvangst
In een InfoWorld-recensie uit 1988 werd A/UX 1.0 bekrititseerd voor het ontbreken van een grafische interface zoals in System 6, waardoor het systeem net als andere Unix-varianten grotendeels via een command-line-interface moest bediend worden. De netwerkondersteuning werd echter wel geprezen. BYTE zag A/UX 1.1 in 1989 als een serieuze uitdager voor OS/2. In vergelijking met werkstations van andere Unix-leveranciers uit die tijd miste de Macintosh-hardware wel zaken zoals demand paging. De eerste twee versies van A/UX werden bijgevolg geplaagd door slechte prestaties met een negatief effect op de verkoop. Ook de hoeveelheid schijfruimte die A/UX gebruikte op een standaard Macintosh werd bekritiseerd, hoewel deze vergelijkbaar was met andere Unix-systemen.
In 1992 kreeg A/UX 3.0 een lovende recensie van InfoWorld. De grafische gebruikersomgeving die op System 7 gebaseerd was en de eenvoudige en gebruiksvriendelijke installatieprocedure, in combinatie met de grafische helpdialogen en de gebruikershandleidingen ontkrachtten "het stereotype idee dat Unix moeilijk te leren en te gebruiken is". De catalogusprijs van A/UX was weliswaar veel hoger dan die van concurrerende besturingssystemen voor personal computers zoals System 7, OS/2, MS-DOS en Windows 3.1, maar nog steeds laag in vergelijking met de Unix-licenties van de andere toenmalige Unix-leveranciers. De systeemsnelheid werd beoordeeld als "acceptabel maar niet geweldig", waarbij niet de software de schuld kreeg maar wel de hardware van Apple die onvoldoende Unix-ondersteuning bood.

## Nalatenschap
A/UX-gebruikers hadden één centrale opslagplaats voor de meeste A/UX-applicaties: een server bij NASA met de naam Jagubox. Deze server werd beheerd door Jim Jagielski, die ook de redacteur was van de A/UX FAQ.
Omdat A/UX enkel op zeer specifieke Apple-hardware werkt, was het gebruik van A/UX binnen Macintosh-emulatiesoftware lange tijd onmogelijk tot de introductie van Shoebill, een Macintosh II-emulator uit 2014. Later bood ook de Quadra 800-emulator van QEMU ondersteuning voor A/UX.

## Versiegeschiedenis
| Versie | Datum van publicatie | Belangrijkste kenmerken      |
| ------ | -------------------- | ---------------------------- |
| 1.0    | februari 1988        | TCP/IP ondersteuning         |
| 2.0    | juli 1990            | compatibiliteit met System 6 |
| 3.0    | november 1991        | compatibiliteit met System 7 |
| 3.1.1  | december 1995        | laatste versie van A/UX      |

## Hardwareondersteuning
| Model           | A/UX versie | A/UX versie | A/UX versie | A/UX versie | A/UX versie | A/UX versie | A/UX versie | A/UX versie | A/UX versie | A/UX versie | A/UX versie |
| Model           | 1.0         | 1.0.1       | 1.1         | 1.1.1       | 2.0         | 2.0.1       | 3.0         | 3.0.1       | 3.0.2       | 3.1         | 3.1.1       |
| --------------- | ----------- | ----------- | ----------- | ----------- | ----------- | ----------- | ----------- | ----------- | ----------- | ----------- | ----------- |
| Macintosh II    |             |             |             |             |             |             |             |             |             |             |             |
| Macintosh IIx   |             |             |             |             |             |             |             |             |             |             |             |
| Macintosh IIcx  |             |             |             |             |             |             |             |             |             |             |             |
| Macintosh IIci  |             |             |             |             |             |             |             |             |             |             |             |
| Macintosh SE/30 |             |             |             |             |             |             |             |             |             |             |             |
| Macintosh IIfx  |             |             |             |             |             |             |             |             |             |             |             |
| Macintosh IIsi  |             |             |             |             |             |             |             |             |             |             |             |
| Quadra 700      |             |             |             |             |             |             |             |             |             |             |             |
| Quadra 900      |             |             |             |             |             |             |             |             |             |             |             |
| Quadra 950      |             |             |             |             |             |             |             |             |             |             |             |
| Centris 610     |             |             |             |             |             |             |             |             |             |             |             |
| Centris 650     |             |             |             |             |             |             |             |             |             |             |             |
| Quadra 610      |             |             |             |             |             |             |             |             |             |             |             |
| Quadra 650      |             |             |             |             |             |             |             |             |             |             |             |
| Quadra 800      |             |             |             |             |             |             |             |             |             |             |             |